# Футболіст року в Естонії
Футболіст року в Естонії (ест. Aasta parim jalgpallur) — щорічна премія, що вручається найкращому естонському футболістові. Переможцем премії може стати будь естонський футболіст, який виступає як в чемпіонаті Естонії, так і за кордоном.

## Переможці премії

### Гравець року
| Рік  | Переможець         | Клуб                    |
| ---- | ------------------ | ----------------------- |
| 1992 | Урмас Хепнер       | Куму Куусанкоскі / КТП  |
| 1993 | Март Поом          | Флора / Віль            |
| 1994 | Март Поом          | Віль / Портсмут         |
| 1995 | Мартін Рейм        | Флора                   |
| 1996 | Марек Лемсалу      | Майнц                   |
| 1997 | Март Поом          | Дербі Каунті            |
| 1998 | Март Поом          | Дербі Каунті            |
| 1999 | Андрес Опер        | Флора / Ольборг         |
| 2000 | Март Поом          | Дербі Каунті            |
| 2001 | Індрек Зелінський  | Флора / Ольборг         |
| 2002 | Андрес Опер        | Ольборг                 |
| 2002 | Райо Пійроя        | Флора                   |
| 2003 | Март Поом          | Сандерленд              |
| 2004 | Андрій Степанов    | Торпедо (Москва)        |
| 2005 | Андрес Опер        | Рода (Керкраде)         |
| 2006 | Райо Пійроя        | Фредрикстад             |
| 2007 | Райо Пійроя        | Фредрикстад             |
| 2008 | Райо Пійроя        | Фредрикстад             |
| 2009 | Райо Пійроя        | Фредрикстад             |
| 2010 | Костянтин Васильєв | Нафта                   |
| 2011 | Костянтин Васильєв | «Копер» / Амкар         |
| 2012 | Рагнар Клаван      | АЗ Алкмаар / Аугсбург   |
| 2013 | Костянтин Васильєв | Амкар                   |
| 2014 | Рагнар Клаван      | Аугсбург                |
| 2015 | Рагнар Клаван      | Аугсбург                |
| 2016 | Рагнар Клаван      | Ліверпуль               |
| 2017 | Рагнар Клаван      | Ліверпуль               |
| 2018 | Рагнар Клаван      | Ліверпуль / Кальярі     |
| 2019 | Рагнар Клаван      | Кальярі                 |
| 2020 | Рауно Саппінен     | Флора                   |
| 2021 | Рауно Саппінен     | Флора                   |
| 2022 | Йоонас Тамм        | Ворскла / Флора / Стяуа |

### Молодий гравець року
| Рік  | гравця        | Клуб            |
| ---- | ------------- | --------------- |
| 2008 | Сергій Зеньов | Карпати         |
| 2009 | Сандер Пурі   | Левадія         |
| 2010 | Сергій Зеньов | Карпати         |
| 2011 | Марко Меерітс | Вітесс          |
| 2012 | Хенрік Оямаа  | Мотервелл       |
| 2013 | Марко Меерітс | Флора / Вітессе |